# Kanda Siptey
Kanda Siptey est une femme politique nigérienne. Elle est nommée plusieurs fois ministre dans les gouvernements successifs de Mamadou Tandja.

## Carrière politique
Kanda Siptey occupe dans le gouvernement Hama Amadou (4) du 30 décembre 2004, le poste de ministre de la fonction publique et du travail. Elle conserve son poste dans le gouvernement de Seyni Oumarou nommé par décret N°2007-216/PRN du 9 juin 2007. Ce nouveau gouvernement prend fin en février 2010 à la suite d'un coup d'État,,.